# مركز النمو الإبداعي للفنون
مركز النمو الإبداعي للفنون أو مركز كرييتيف غروث الفني (بالإنجليزية: Creative Growth Art Center) هو منظمة فنية غير ربحية مقرها أوكلاند في ولاية كاليفورنيا، تُعنى بتوفير المساحات الفنية، واللوازم، وصالات العرض للفنانين من ذوي الإعاقات النمائية أو النفسية أو الجسدية. يُعد المركز واحدًا من أقدم وأكبر المراكز الفنية في العالم المخصصة للأشخاص ذوي الإعاقة. ويقع حاليًا في 355 شارع 24 في أوكلاند، كاليفورنيا.

## حول المركز
يشغل توم دي ماريا منصب مدير البرنامج منذ عام 2000، وقد عمل سابقًا كمدير مساعد في متحف بيركلي الفني وأرشيف أفلام المحيط الهادئ. يعمل في المركز حوالي 160 فنانًا.

### عرض الأزياء "ما بعد الموضة" (2010 – حتى الآن)
بدأ عرض الأزياء السنوي "ما بعد الموضة" ((بالإنجليزية: Beyond Trend)) التابع للمركز في عام 2010 كعرض بسيط داخل صالة العرض. وفي عام 2018، نُظم العرض الأكبر في تاريخ المبادرة داخل مركز "سكوتيش رايت" الذي يتسع لـ1250 مقعدًا، برعاية مشتركة من كيم هاسترايتر، مؤسسة مجلة Paper magazine، وتود ووتر بيري، المدير الإبداعي لمتاجر تارغت.

## الأنشطة والتغطية الإعلامية
ظهر مركز كرييتيف غروث في مجلة Elle Decor في عدد أكتوبر 1990، في مقال بعنوان "من القلب مباشرة" كتبته سوزان سبتل، والتي قامت بمراجعة المنظمة وقارنت أساليب الفن المعروضة فيها بأساليب فن الغرباء، والفن البدائي، والفن الساذج، والفن الوحشي، وفن الفولكلور الأمريكي المبكر.
في عام 2010، قام ماثيو هيغز، مدير ومنسق المعارض الرئيسي في وايت كولومز، بتنظيم معرض بعنوان "الجميع!" ضم أكثر من 130 عملاً فنيًا من إنتاج فناني المركز، وشارك فيه جميع الفنانين المسجلين في برنامج الاستوديو آنذاك.
وفي عام 2018، بثّ برنامج Art21 ضمن موسمه التاسع تقريرًا مصورًا يتضمن مقابلات مع بعض فناني المركز وإدارته.

## فنانون بارزون
عمل في المركز آلاف الفنانين على مر السنوات، وقد حقق عدد منهم شهرة وطنية ودولية. من بين أبرز المعارض التي شارك فيها فنانو المركز:
- جوديث سكوت – معرض فردي في المعرض الوطني للفنون في واشنطن العاصمة، 2018.
- بينالي البندقية – 2017، بمشاركة دان ميلر وجوديث سكوت.
- متحف بروكلين – 2015، معرض "جوديث سكوت: مقيدة وغير مقيدة".[10]
- متحف الفن الحديث (MoMA) – دان ميلر، 2008.
- وايت كولومز – وليام سكوت، 2006 و2009.[11]

## وصلات خارجية
- الموقع الرسمي